# Независимый город (США)
Независимый город — термин, под которым в Соединённых Штатах Америки понимается город, который не находится на территории какого-либо округа или округов и считается первичной административно-территориальной единицей своего штата.
Независимые города классифицируются Бюро переписи населения США как «эквиваленты округов» и также могут иметь схожие правительственные полномочия с объединённым городом-округом или унитарным органом власти. В традиционных случаях город и округ объединены в единую юрисдикцию, тогда как независимый город юридически отделён от любого округа или объединён с округом, который одновременно прекратил свое существование даже номинально.
Всего в США официально зарегистрирован 41 независимый город из которых 38 находятся в штате Виргиния (самый большой — Колумбия; население более 100 тыс. человек) конституция которого даёт таким сообществам некоторые преференции. Три независимых города за пределами Виргинии — это Балтимор (Мэриленд), Сент-Луис (Миссури) и Карсон-Сити (Невада). Балтимор — самый густонаселённый независимый город в Соединённых Штатах (более 600 тысяч жителей).